# Tone Fink

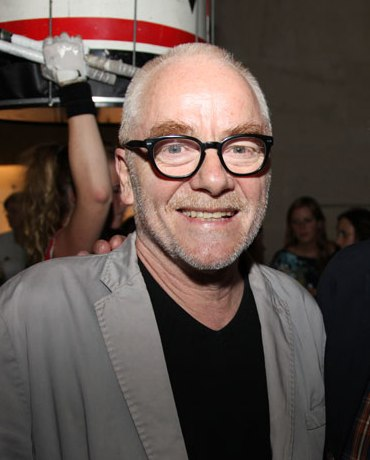
Tone Fink im Jahr 2011

Anton „Tone“ Fink (* 1. Jänner 1944 in Schwarzenberg) ist ein österreichischer Filmemacher und Objektkünstler.

## Leben
Fink studierte zwischen 1968 und 1973 angewandte Kunst an der Akademie der Bildenden Künste Wien. Zu seinen Professoren gehörte Maximilian Melcher und Max Weiler. Seit 1973 arbeitet er in verschiedenen künstlerischen Bereichen und hatte zahlreiche Ausstellungen. 1985 war er unter den Gründungsmitgliedern der österreichische Trickfilmgesellschaft ASIFA Austria.
Von 1994 bis 2000 hatte er einen Lehrauftrag an der Internationalen Sommerakademie für Bildende Kunst Salzburg, 2008 und 2009 lehrte er an der Sommerakademie Traunkirchen, seit 2011 an der Sommerakademie Hortus Niger in Halbenrain bei Radkersburg. Fink nahm an Aktionen und Performances bei den Bregenzer Festspielen, den Wiener Festwochen und den Biennalen in Kairo und Peking teil.

## Werke

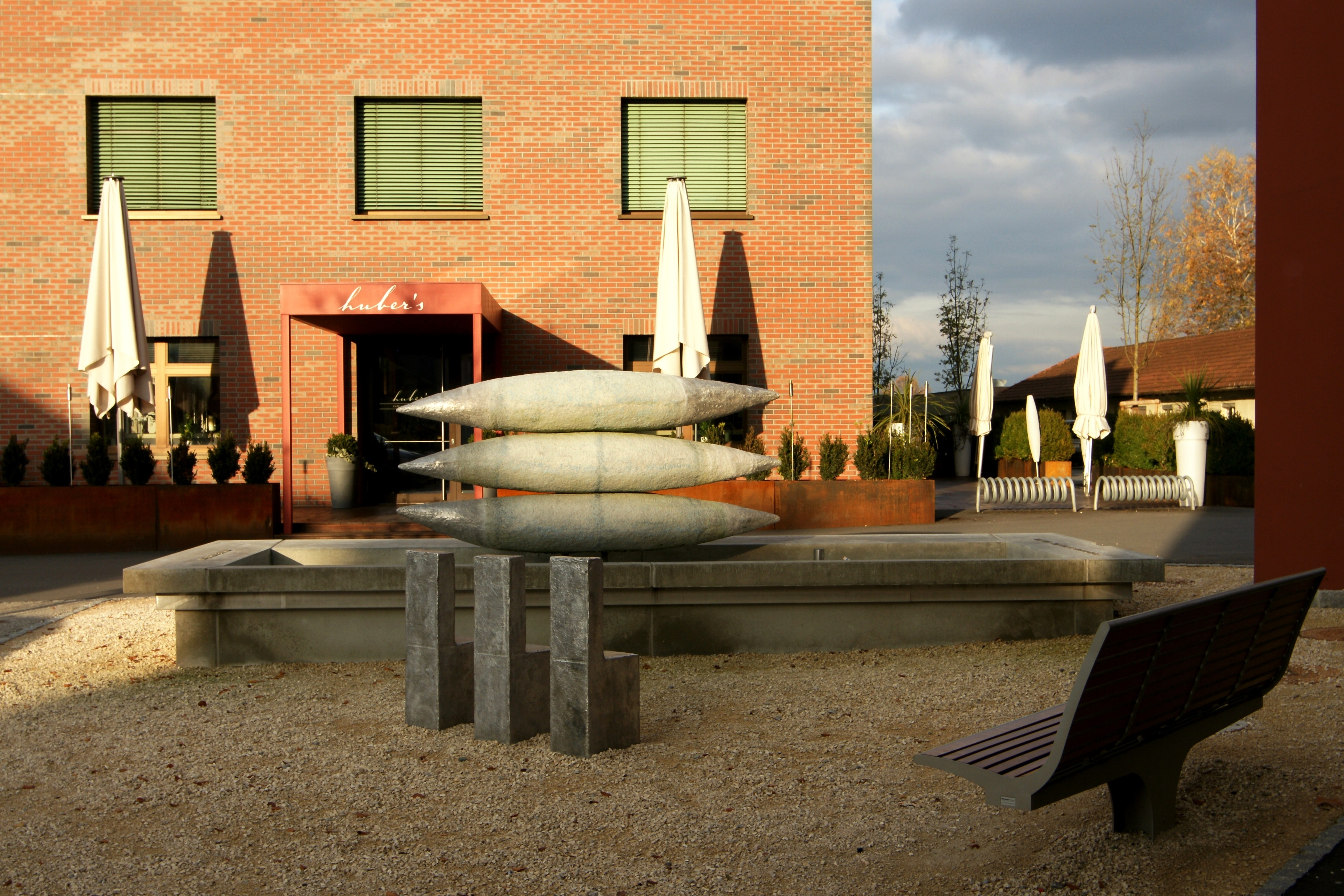
Tone Fink Brunnen in Götzis

- Statue der Urania, die beim LET’S CEE Film Festival in Wien vergeben wird.[4]
- Tone Fink Brunnen in Götzis[5]

## Ausstellungen (Auswahl)
- 2019 GEH.finkelt. Zeichnungen Jubiläumsausstellung zum 75. Geburtstag, Hauptbücherei am Gürtel, Wien[6]
- 2015 körper – struktur – farbe gemeinsam mit Silke Hagen, Palais Liechtenstein (Feldkirch)
- 2010 „ZEN = KRISTALLKLARE POESIE (= die Kunst um 5 Uhr aufzustehen).“ Wo soll man den Ochsen suchen, auf dem man sitzt, 1Blick. Kunst im Vorhaus, Hallein
- 2008 exitus. tod alltäglich, Künstlerhaus Wien
- 2008 Objekthaftes. Einblicke in die Sammlung. Museum der Moderne Salzburg
- 2008 Das macht mich glücklich. 1Blick. Kunst im Vorhaus. Hallein
- 2007 Papier-Textil-Haut-Führung. Museum für angewandte Kunst, Wien
- 2006 Rundlederwelten, Martin Gropius Bau, Berlin
- 2005 2. Biennale Peking 2005, Biennale Peking
- 2004 Tone Fink – Carwalk, Kunsthaus Bregenz
- 1999 Tone Fink und Walter Vopava: Museum Moderner Kunst Stiftung Wörlen, Passau
- 1998 Des Eisbergs Spitze, Kunsthalle Wien
- 1998 Lifestyle, Kunsthaus Bregenz

## Bücher
- Tone Fink – solo.tone, hg. von Tone Fink u. Judith Reichart, Verlag Bibliothek der Provinz (artedition), Weitra, 2024, ISBN 978-3-99126-286-2
- Tone Fink – sero.tone, Zeichnungen: Tone Fink, Gedichte: Max Lang, Bibliothek der Provinz (artedition), Weitra, 2023, ISBN 978-3-99126-199-5
- Tone Fink – ARCHE.TONE, Texte: Max Lang, Bibliothek der Provinz (artedition), Weitra, 2021, ISBN 978-3-99126-049-3
- Tone Fink – Skizzen, Notizen: 2010–2016 , Bibliothek der Provinz, Weitra, 2019, ISBN 978-3-99028-765-1
- Kurt Dornig (Konzept/Gestaltung), Tone Fink notiertes - skizziertes - zitiertes: 2009-2013, Bucher GmbH & Co. Druck Verlag Netzwerk, 2014, ISBN 978-3-99018-250-5
- Wolfgang Fetz (Hrsg.): Tone Fink: Zeichnungen, Malerei, Objekte, Performance, Filme 1967–2000, Bregenzer Kunstvereins 2000, ISBN 3-85486-076-5
- Josef Otten (Hrsg.): Tone Fink, in der Reihe Stoff.Art, Cantz, Ostfildern, 1997, ISBN 3-89322-404-1
- Barbara Pichler: Machart: Bilder- und Papier-Objekte, Triton Verlag Wien, 1997, ISBN 3-901310-53-3
- „Weissbleich“, Katalog zur Ausstellung im Museum Moderner Kunst Wien, Verlag der Apfel, Wien, 1990, ISBN 3-85450-052-1

## Kunstfilme
zum Teil in Zusammenarbeit mit Robert Polak
- 1981 Fliegenfängerfahnen, 16 mm, 22 Min.
- 1983 Aus der Luft gegriffen, 35 mm, 11 Min.
- 1982 Narrohut, 16 mm, 22 Min.
- 1986 Katijubato, 16 mm, 80 Min.
- 1992 Falter 4, 30 Sek., Animotions Films
- 1997 Was das Zeug hält, Videofilm, 70 Min.
- 1997 mit Ona B.: Roll Over (für die Biennale Kairo)

## Auszeichnungen
- 2010: Konstanzer Kunstpreis[7]
- 2012: Goldenes Verdienstzeichen des Landes Wien
- 2024: Silbernes Ehrenzeichen des Landes Vorarlberg[8]